# Cuitlana
Cuitlana är ett släkte av insekter. Cuitlana ingår i familjen dvärgstritar.
Kladogram enligt Catalogue of Life:
| Cuitlana | \| \| Cuitlana venusta \| \| \| \| \| \| Cuitlana verticalis \| \| \| \| |
|          | \| \| Cuitlana venusta \| \| \| \| \| \| Cuitlana verticalis \| \| \| \| |
|          | Cuitlana venusta                                                         |
|          |                                                                          |
|          | Cuitlana verticalis                                                      |
|          |                                                                          |